# Sandvik Coromant

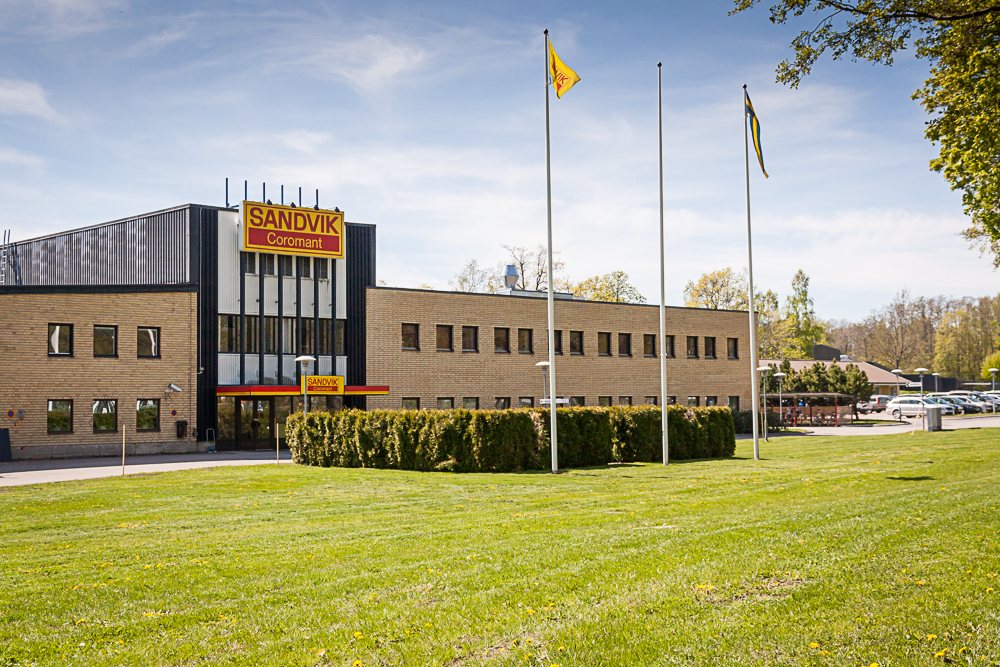
Sandvik Coromant

Sandvik Coromant ist ein schwedischer Hersteller von Maschinenwerkzeugen für das Drehen, Fräsen, Bohren oder Reiben und ist nach eigenen Angaben Weltmarktführer in diesem Bereich. Das Unternehmen stellt den Hauptteil des Konzernbereichs „Werkzeugfertigung“ des Industriekonzerns Sandvik dar (neben Seco Tools, Dormer Pramet und der Walter AG) und wurde 1942 zur Produktion von Hartmetall-Werkzeugen gegründet. Weltweit besitzt Sandvik Coromant Standorte in 150 Ländern.